# 刺葵
刺葵，是棕榈科刺葵属的植物。从印度次大陆到菲律宾群岛皆有分布，包括臺灣本島以及中国大陆的云南、广东、海南、广西等地，生长于海拔800米至1,500米的地区，见于阔叶林中和针阔混交林中，目前已由人工引种栽培。

## 變種

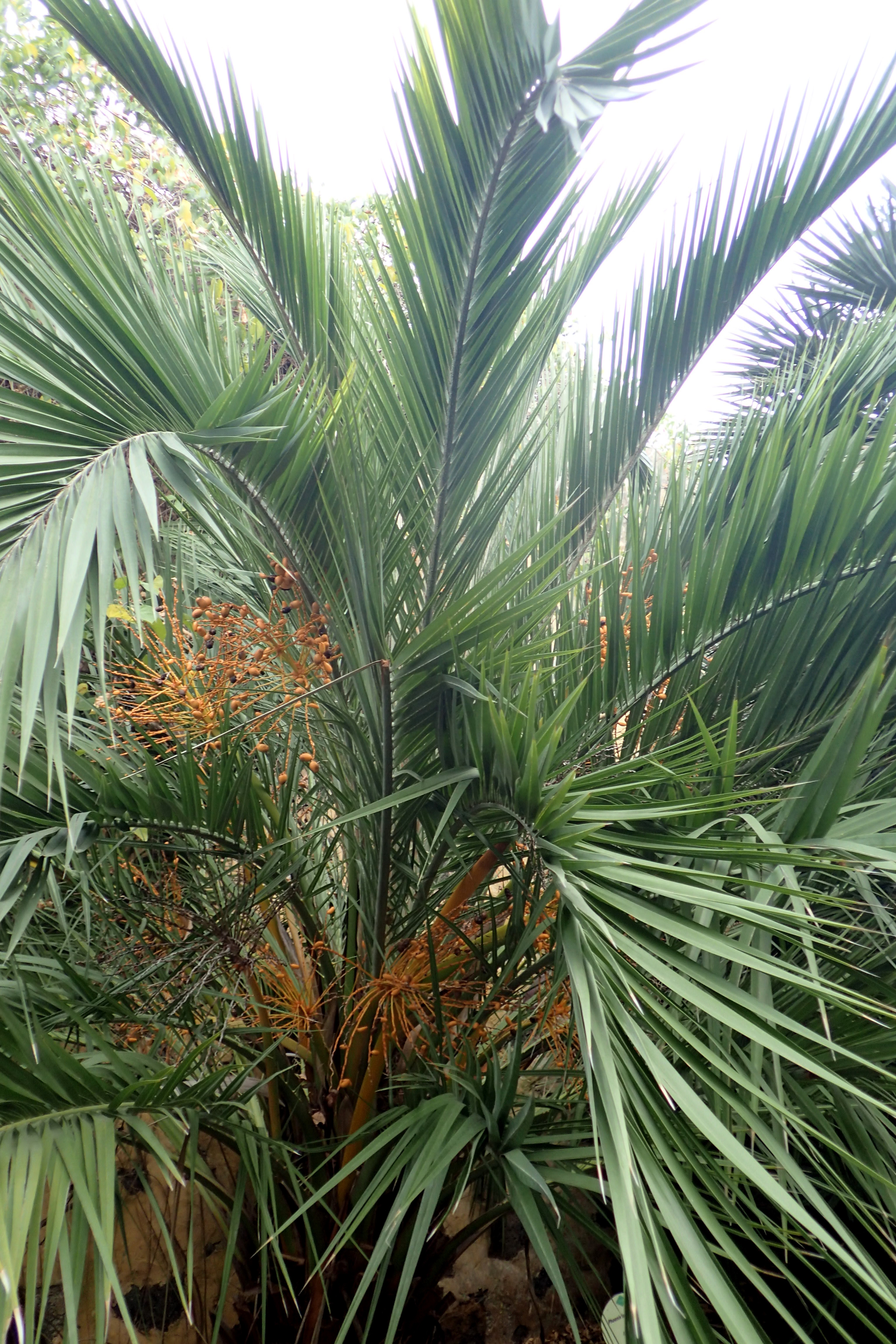
树冠与果序

該種有兩個變種：臺灣海棗（Phoenix loureiroi var. loureiroi）和Phoenix loureiroi var. pedunculata。